# Soledad Córdoba
Soledad Córdoba Guardado (Avilés, Asturias, 15 de septiembre de 1977) es una artista contemporánea española que utiliza la fotografía como medio para representar nuevas realidades, en la mayoría de los casos la herramienta es su propio cuerpo,  para desvelar interrogantes acerca de la existencia del ser humano a través de la poética de la imagen.

## Trayectoria
Se licenció en Bellas Artes en la Universidad Complutense de Madrid en el año 2001 y se doctoró en Bellas Artes, por la misma universidad, en 2007, obteniendo el premio extraordinario. Su formación e investigación artística ha sido desarrollada a través del apoyo mediante becas, premios y estancias en residencias.

### Becas y residencias
- París (Cité Internationale Universitaire de París) Beca FormARTE del Ministerio de Cultura.[4]
- Londres (TATE Britain, The Hyman Kreitman Research Centre).(2005)
- Madrid (Casa de Velázquez) (2008)
- Barcelona (Hangar, Centre de produció d’arts visuals i multimédia)
- Ayuda para la promoción del Arte Contemporáneo Español de la Dirección General de Bellas Artes y Bienes Culturales Ministerio de Cultura Español (2010)
- Beca Leonardo a Investigadores y Creadores Culturales 2017 de la Fundación BBVA. Con esta beca realizó el proyecto "Trilogía del alma: Transcendencia. Purificación. Renacimiento" mediante un recorrido por algunos de los desiertos americanos. El resultado de este proyecto se estrenó en la Galería Gema Llamazares.[5]

### Docencia
Su actividad docente la ha desarrollado en diferentes niveles como profesora de dibujo en la Universidad de Zaragoza, obteniendo en el año 2019 la plaza de Profesora Contratada Doctora. Ha participado en múltiples congresos, conferencias y jornadas especializadas, encuentros profesionales, nacionales e internacionales, así como en jurados de tesis.

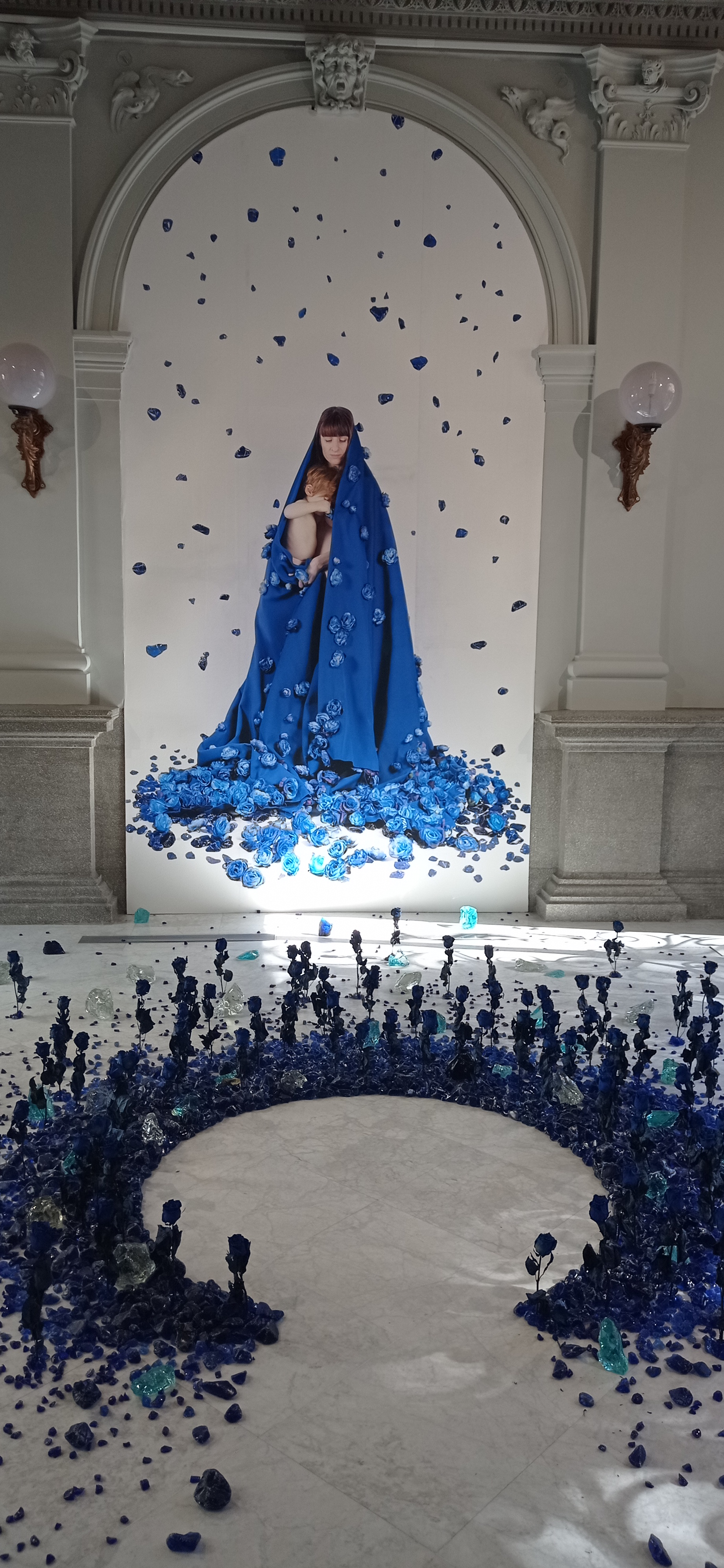
Soledad Córdoba. Serie Mater Oblatio. Museo Lázaro Galdiano

## Obra
Sus temas habituales son el dolor y el estudio de la identidad,  rasgos que se mantienen en “Devastación”, el proyecto que presentó en la Galería Gema Llamazares de Gijón bajo el comisariado de la crítica de arte e historiadora Susana Blas. En palabras de la comisaria:
"Aun continuando las imágenes evocadoras, oníricas y visionarias de sus anteriores series fotográficas, en Devastación advertimos una mayor crudeza, un salto de estado, un tono de honda autenticidad, reforzada por el proceso de trabajo elegido que ha prescindido del estudio y ha llevado las filmaciones a ruinas y playas inhóspitas, a paisajes abandonados reales, expresivos de los estados de ánimo por los que Soledad ha transitado."

La serie Mater Oblatio, exhibida en 2024 en el Museo Lázaro Galdiano de Madrid, está formada por fotografías, máscaras e instalaciones e invita a reflexionar sobre la maternidad como experiencia transformadora, igualmente es un homenaje a la mujer creadora, como dice lá artista:
“esta propuesta artística se presenta como un homenaje a la mujer creadora, no sólo a la madre, sino a la mujer productora, que soporta y que ha contribuido de algún modo a la construcción de los cimiento de esta sociedad".

## Exposiciones
Su obra ha sido expuesta en importantes instituciones y galerías de ámbito nacional e internacional entre los que destacan:
- "Miradas Paralelas. Irán-España: fotógrafas en el espejo” en el marco del Festival ELLAS CREAN  en el Centro Cultural Conde Duque, Madrid en el año /2016. Esta exposición ha itinerario en diferentes países[13][14]

- Instituto Cervantes de Chicago (EE. UU.)
- Instituto Cervantes de Alburquerque (EE. UU.)
- Embajada de España en Washington DC (EE. UU.)
- Fundació Espais d’Art Contemporari de Gerona
- Sala Kubo Kutxaespacio del Arte (San Sebastián)
- Círculo de Bellas Artes de Madrid (Madrid)[15]
- La Casa Encendida (Madrid)
- Espacio Cultural Conde Duque (Madrid)
- Biblioteca Central y Archivo Histórico de Cantabria (Santander)
- Galerie Van de Weghe (Amberes, Bélgica)
- Casa de Velázquez (Madrid)
- Galería Marlborough (Madrid y Barcelona)
- Galería Blanca Berlín (Madrid)
- Galería Hartmann (Barcelona)
- Museo Lázaro Galdiano de Madrid

En la comunidad donde nació, Asturias, ha expuesto en las principales instituciones como:
- Centro Niemeyer (Avilés)
- Museo de Bellas Artes de Asturias (Oviedo)
- Museo Barjola (Gijón)
- Laboral Centro de Arte y Creación Industrial (Gijón)
- Galería Vértice (Oviedo)
- Galería Gema Lamazares (Gijón)
- Centro Cultural Antiguo Instituto de Gijón.
- Centro de Arte Cajastur Palacio de Revillagigedo (Gijón).

Ha participado en Festivales Internacionales como PhotoEspaña en diferentes ediciones con la galería Blanca Berlín, Miradas de Mujeres de Mujeres en las Artes Visuales de MAV 2013 o la Noche en Blanco de Madrid y en ferias internacionales de arte contemporáneo como ARCO, Arte Lisboa, MadridFoto, Estampa, SAWB Art Fair, Arte Santander, Art Madrid.

## Premios
- Primer premio de Fotografía El Cultural del diario El Mundo
- Primer premio de Artes Plásticas de la Fundación Universidad Complutense
- Premio Certamen Jóvenes Creadores del Ayuntamiento de Madrid
- Tercer premio de Fotografía 2022 de la Fundación ENAIRE  por RITO XIX.[17]
- Premio Blanco, Negro y Magenta 2025